# Коріна Улькігрей
 Коріна Улькігрей (італ. Corinna Ulcigrai; 3 січня 1980) — італійська вчена-математик, яка працює нині над проблемою динамічних систем.

## Біографія
Народилась Коріна Улькігрей 3 січня 1980 року в італійському місті Трієст. У 2007 році у Принстонському університеті отримала ступінь доктора філософії. Наукову роботу захищала під керівництвом Якова Синая. 
У 2012 році була нагороджена премією Європейського математичного товариства. У 2013 році отримала премію Вайтгеда.
Зараз Коріна Улькігрей викладає в Університеті Бристоля (Велика Британія).